# Michele Carey
Pour les articles homonymes, voir Henson et Carey.
Michele Carey, nom de scène de Michele Henson, est une actrice américaine née le 26 février 1942, à Annapolis dans l'État du Maryland, et morte le 21 novembre 2018 à Newport Beach en Californie,.

## Biographie
Michele Carey est considérée comme une enfant prodige au piano. 
Découverte par Howard Hawks, elle commence sa carrière en 1966 avec John Wayne et Robert Mitchum dans le film El Dorado où elle joue le deuxième rôle féminin. Elle apparaît aussi avec Elvis Presley dans le film Le Grand Frisson (Live a Little, Love a Little) en 1968, et avec Frank Sinatra dans Un beau salaud (Dirty Dingus Magee) jouant une indienne en minijupe.
Disparaissant peu à peu des écrans au début des années 1970, Michele Carey fit un bref retour au milieu des années 1980 dans des films comme In the Shadow of Kilimanjaro ou Stay Awake.
Elle est apparue souvent dans des séries télévisées comme Les Mystères de l'Ouest (1965), Mission: Impossible (1969), L'Homme qui valait trois milliards (1973), L'Homme de l'Atlantide (1977), Starsky et Hutch (1978), L'Homme qui tombe à pic (1982).
Elle vivait à Beverly Hills en Californie.

## Filmographie

### Cinéma
- 1966 : El Dorado de Howard Hawks : Joey MacDonald
- 1968 : Le Grand Frisson (Live a Little, Love a Little), de Norman Taurog : Bernice, Betty, Suzie, Alice
- 1968 : Fureur à la plage (The Sweet Ride) de Harvey Hart : Thumper Stevens
- 1969 : Changes (en) de Hall Bartlett : Julie
- 1970 : Un beau salaud (Dirty Dingus Magee) de Burt Kennedy : Anna Hot Fanny
- 1971 : Jusqu'au bout de la vengeance (The Animals) de Ron Joy : Alice McAndrew
- 1971 : Scandalous John de Robert Butler : Amanda McCanless
- 1986 : In the Shadow of Kilimanjaro (en) de Raju Patel : Ginny Hansen
- 1987 : The Stay Awake de John Bernard (réalisateur).

### Télévision
- 1964 : Des agents très spéciaux (The Man from U.N.C.L.E.) (série TV) : Maggie
- 1965 : Wendy and Me (en) (série TV) : Roberta / Rita Talbot
- 1965 : L'Homme à la Rolls (Burke's Law) (série TV) : Bianca Andrade
- 1966 : T.H.E. Cat (série TV) : Julie Roth
- 1967 : Match contre la vie (Run for Your Life) (série TV) : Margo
- 1967 et 1969 : Les Mystères de l'Ouest (Wild Wild West) (série TV) : Gerda Sharff / Laurette
- 1969 : Les Règles du jeu (The Name of the Game) (série TV) : Evvy
- 1969 : Mission impossible (série TV) : Saison 4 Épisode 10 "Les frères" : Lisa
- 1969 : Sur la piste du crime (The F.B.I.) (série TV) : Meredith Schaeffer
- 1970 : Opération vol (It Takes a Thief) (série TV) : Sharon Foster
- 1971 : Opération danger (Alias Smith and Jones) (série TV) : Betsy Jamison
- 1972 : Gunsmoke (série TV) : Tara Hutson
- 1973: Six million dollar man - Pilot : Cynthia
- 1977 : Starsky et Hutch (Les coupables, saison 2 épisode 25), série TV : Nikki
- 1979 : Sloane, agent spécial (A Man Called Sloane), série TV : la voix d'EFI 3000